# Арчибальд Джеймс Кемпбелл
Арчібальд Джеймс Кемпбелл (англ. Archibald James Campbell; 18 лютого 1853 — 11 вересня 1929) — австралійський орнітолог та митний службовець.
Його батько Арчибальд Кемпбелл і мати Кетрін Пінкертон емігрували в Австралію у 1840 році з Глазго. Арчибальд відвідував приватну школу в Мельбурні. У 1869 році переїхав до штату Вікторія. Працював у Федеральній митній службі. Вийшов на пенсію у 1914 році.
Кемпбелл був засновником Королівської австралійської спілки орнітологів (RAOU) у 1901 році, був її президентом в 1909 та 1928 роках. Декілька років редагував журнал The Emu. Він також заснував дві інші організації орнітологів — Victorian Wattle Club (1899) та Клуб спостерігачів за птахами (1905). Він також був активним Клуб польських натуралістів Вікторії. Написав багато статей про австралійських птахів.
11 березня 1879 року одружився з вчителькою Елізабет Мелроуз Андерсон, яка померла в 1915 р. У них було п'ятеро дітей. Його другою дружиною була медсестра Бланш Іда Роуз Дункан, одружилися 27 березня 1916 року. Від цього шлюбу народився один син.
Він також служив у пресвітеріанській церкві та співав у церковному хорі пресвітеріанської церкви Тоорак. Похований на кладовищі Сент-Кілда.